# Sant'Antonio da Padova (El Greco)
Sant' Antonio da Padova è un dipinto del pittore cretese El Greco realizzato intorno al 1580 e conservato nel Museo del Prado a Madrid in Spagna.

## Descrizione e stile
Il quadro fu realizzato verso l'inizio della permanenza a Toledo, subito dopo il suo soggiorno veneziano. Sull'orlo del libro appare la firma dell'artista, che a quel tempo la scriveva in greco a caratteri tutti maiuscoli: Χείρ Δομήνιχου (creato da Domenico).  L'immagine presenta la tipica forza espressiva del Greco con la sua prepotente originalità, sebbene non arrivi ai parossismi formali di certe opere successive. Raffigura Sant'Antonio da Padova con il suo saio francescano e con in mano un libro ed il giglio nell'altra. Sul libro appare la piccola immagine di Gesù Bambino in una specie di cuore – aggiunta in seguito come acclarato dall'esame radiografico – al fine adattare l'opera all'iconografia antoniana allora consolidata. Il gambo di giglio è il tipico simbolo di purezza, attributo peraltro comune ad altri santi, ed il libro allude alla sua applicazione allo studio della teologia che lo rese il principale predicatore francescano delle origini. Un oscuro e mistico sfondo nuvoloso avvolge l'intera scena focalizzando l'attenzione sui punti più luminosi: il volto del santo, i fiori del giglio e soprattutto le pagine del libro aperto.